# Station Flisa
Station Flisa is een station in  Flisa in fylke Innlandet  in  Noorwegen. Het station ligt aan Solørbanen die inmiddels gesloten is voor personenverkeer. Het station dateert uit 1893 en was een ontwerp van Paul Due, een architect die de meeste stations aan Solørbanen heeft ontworpen. Tot 1910 was Flisa het eindpunt van de lijn vanuit Kongsvinder, in dat jaar werd de lijn doorgetrokken tot Elverum.